# Anders Christian Lunde

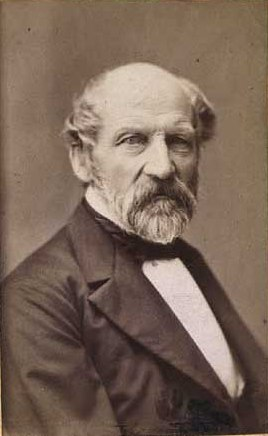
Anders Christian Lunde

Anders Christian Lunde (* 24. Oktober 1809 in Kopenhagen, Dänemark; † 26. Oktober 1886 ebenda) war ein dänischer Landschaftsmaler im Goldenen Zeitalter der dänischen Malerei.

## Leben und Werk
Lunde war der Sohn des Teehausbesitzers Svend Svendsen Lunde (1776–1846) und Johanna Johanne Michaeline (geb. Møller; 1769–1849). Nach einer Lehre als Anstreicher studierte er an der Kopenhagener Akademie und gewann beide Silbermedaillen der Akademie (1833 und 1835).
Er begann 1834 als Porträtmaler auszustellen, wechselte aber bald zu Landschaften und trat in die Fußstapfen von Louis Gurlitt bei der Darstellung der italienischen Landschaft. Obwohl er einige Aufmerksamkeit erlangte, wurde er nie einer größeren Öffentlichkeit bekannt. 1842 reiste Lunde nach Italien, obwohl er kein Stipendium der Akademie erhalten hatte. Die Arbeiten, die er nach Hause schickte, stießen jedoch auf so großes Interesse, dass er später ein zweijähriges Stipendium erhielt und erst 1847 nach Dänemark zurückkehrte. Hauptsächlich malte er in der Gegend von Narvi in Latium. Er malte eine ganze Serie von Narvi-Bildern und fertigte Zeichnungen an.

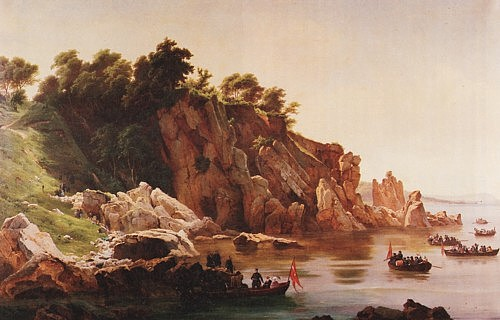
Frederiks VII. Ankunft an den Helligdomsklipperne

1857 sollte er Mitglied der Kopenhagener Akademie werden. Als er seinen Antrag auf Mitgliedschaft stellte, änderten sich Formalien in der Satzung der Akademie. Infolgedessen wurde er nie Mitglied. Das Statens Museum for Kunst hat nur eines seiner Jugendwerke gekauft. Ein größeres Bild, Frederiksborg Castle, gemalt für Frederik VII. im Jahr 1850, war das Geschenk für einen russischen Großherzog.
Lunde legte großen Wert auf Details in seinen Landschaften. Seine besten Arbeiten bringen sein Interesse am Detail mit einer meisterhaften Darstellung der Natur in Einklang. Insbesondere in seinen Gemälden der italienischen Landschaft stellten seine Zeitgenossen Ähnlichkeiten mit Gurlitts Bemühungen fest, seinen akribischen Naturstudien einen idealistischeren Ansatz zu verleihen.